# Hipoxemia (cortometraje)
Hipoxemia es un cortometraje de suspenso dirigida por Martín Casapía Casanova. El cortometraje sigue la historia de Wilfredo Morales, un padre que va contra el reloj para conseguir un balón de oxígeno para su hija Vania. Ambientada en el contexto de la pandemia del COVID-19 en el departamento de Loreto, este fue estrenada en Teleticket el 25 de junio del 2020.

## Elenco
- Alessandra Fuller como Vania Morales.
- Javier Valdés como Wilfredo Morales.
- Juan Carlos Rey de Castro
- Anaí Padilla
- Guillermo Castañeda
- Pedro Alonso

## Producción
Hipoxemia es un screenlife, o un cortometraje de pantalla computadora, un género popularizado por la película Unfriended. La producció del cortometraje fue realizado sin usar la filmación tradicional, y uso formatos digitales para captar

Efectivamente, la producción en este formato cuesta menos que el rodaje tradicional. Es un cortometraje, pero podría ser adaptada para un largo y ser llevada a la pantalla grande. Por su calidad, cumple con todos los requisitos técnicos para poder ser proyectada en cualquier parte del mundo
Martin Casapía Casanova, director de la película.

## Recepción
A pesar de la realización sin ánimo de lucros y los integrantes de producción no recibieron una remuneración, el cortometraje recibió muchas críticas luego de lanzar el tráiler oficial. Algunos detractores comentaron que los realizadores del cortometraje están aprovechando el contexto para posicionarse. Frente a las críticas, Casapia Casanova respondió: «La necesidad de hacer esta historia es porque tiene un fin benéfico. La gente que vea Hipoxemia estará contribuyendo a la compra de un concentrador de oxígeno en Loreto»